# Heiter bis tödlich: Hauptstadtrevier
Heiter bis tödlich: Hauptstadtrevier ist eine deutsche Vorabend-Krimiserie, die von November 2012 bis November 2014 in der ARD ausgestrahlt wurde. Sie spielte in Berlin und war eine Serie aus der Reihe Heiter bis tödlich. Produzent war die Askania Media Filmproduktion GmbH im Auftrag der ARD und des RBB.

## Inhalt
Die Polizistin Julia Klug macht als alleinerziehende Mutter und hoch verschuldet einen Rückzug aus ihrer Glanzkarriere als Polizistin. Überqualifiziert kehrt sie in ihre Heimatstadt Berlin zurück und beginnt ihre Tätigkeit im Betrugsdezernat der Polizeidirektion 7 am Spittelmarkt in Berlin-Mitte, in der mit Hauptkommissar Jürgen Klug, Oberkommissarin Marianne Klug und Polizeimeister Patrick Klug ihre gesamte Familie arbeitet. Zwischen Julia und ihrem Vorgesetzten Johannes Sonntag herrscht Spannung. Sie arbeitet temperamentvoll und engagiert, er bevorzugt die Arbeit am Schreibtisch und die Recherche. Mit der karrierefixierten Polizeirätin Nadja Bock kommt eine weitere eng gezeichnete Figur hinzu. Regelmäßig treffen die unterschiedlichen Charaktere aufeinander. Immerwährende Themen sind zudem die Gründe für Julia Klugs Rückzug und ihre Rolle in der klischeebehafteten Beamtenwelt.

## Figuren
Julia Klug(gespielt von Friederike Kempter) ist Polizistin und bei ihrer Arbeit sehr impulsiv. Sie arbeitet mit manchmal sehr unorthodoxen Methoden und ist dabei ganz anders als ihr Kollege Johannes Sonntag. Als sie nach Berlin zieht, ist sie alleinerziehende Mutter ihrer Tochter Ellie und muss wieder bei ihren Eltern wohnen. Sie sorgt anfangs für reichlich Wirbel, sowohl zu Hause als auch bei der Arbeit. Doch irgendwann beschließt sie, wieder auf eigenen Füßen stehen zu wollen, und sucht sich eine eigene Wohnung. Jetzt fehlt eigentlich nur noch der richtige Mann ...
Johannes Sonntag(gespielt von Matthias Klimsa) ist Polizist und ein Beamter wie aus dem Bilderbuch. Er hält sich auf jeden Fall an die Gesetze und die polizeilichen Richtlinien und schätzt die Methoden seiner neuen Kollegin gar nicht. Als diese dann auch noch befördert wird, hält er das für viel zu früh und fühlt sich von seiner Chefin übergangen.
Jürgen Klug(gespielt von Torsten Michaelis) ist Leiter der Polizeiwache und sehr zufrieden mit seinem Beruf. Ihm sind durchgeplante Abläufe sehr wichtig und für ihn muss immer alles seine geregelten Bahnen gehen. Als seine Tochter bei ihm einzieht, kommt es immer öfter zu Konflikten, denn zu Hause ist er der Chef und auf der Arbeit seine Tochter. Als sie dann aber von zu Hause auszieht und sich eine eigene Wohnung sucht, ist er plötzlich sehr von den Ereignissen überrumpelt.
Marianne Klug(gespielt von Kirsten Block) ist Oberkommissarin und arbeitet unter ihrem Mann auf der Wache. Sie fühlt sich in ihrem Beruf unterfordert und strebt eine Weiterbildung an, wobei sie von ihrer Chefin sehr unterstützt wird. Ihrem Mann passt das gar nicht.
Karla(gespielt von Hannes Wegener) betreibt die Imbissbude vor dem Polizeirevier. Ihr bleibt kein Problem verborgen und sie hat immer einen guten Rat auf Lager. Seit Julia mit ihr im selben Haus wohnt, sehen die beiden sich immer öfter.
Patrick Klug(gespielt von Oliver Bender) ist Streifenpolizist und Julias jüngerer Bruder. Er hat eine offene Art, ist aber manchmal etwas verpeilt. Seine neue Partnerin ist anfangs eine große Herausforderung und das nicht nur beruflich.
Nadja Bock(gespielt von Floriane Daniel) ist ab Folge 9 die Leiterin der Polizeidirektion. Sie pflegt einen moderneren Führungsstil und ist eine moderne Chefin. Sie hat eine erfrischende Art, überfordert mit ihrem Humor aber manchmal ihre Kollegen.

## Kritik
Heiter bis tödlich: Hauptstadtrevier erhielt tendenziell meist negative Kritiken. Während den Focus „Witz und Tempo“ überzeugen, kritisiert die Frankfurter Allgemeine Zeitung (FAZ) das „sich fest an Klischees haltende Drehbuch“; die Dialoge sorgten für ein „hölzernes Ambiente“. Allein Friederike Kempter schaffe es zuweilen, ihre Rolle authentisch zu verkörpern, während die restlichen Schauspieler sich an Künstlichkeit überböten. Andere Kritiker sehen in den Klischees eine Persiflage auf die deutsche Kriminallandschaft. Die erste Staffel wurde durchschnittlich von 1,3 Millionen Zuschauern gesehen (Marktanteil 6,3 %).

## Episodenliste

### Staffel 1
| Nr. (ges.) | Nr. (Staffel) | Episodentitel          | Erstausstrahlung  |
| ---------- | ------------- | ---------------------- | ----------------- |
| 1          | 1             | Betrug macht Klug      | 20. November 2012 |
| 2          | 2             | Heiratsschwindler      | 27. November 2012 |
| 3          | 3             | Herzlos                | 04. Dezember 2012 |
| 4          | 4             | Der Wohltäter          | 11. Dezember 2012 |
| 5          | 5             | Die Doppelgängerin     | 28. Dezember 2012 |
| 6          | 6             | Der Vormund            | 08. Januar 2013   |
| 7          | 7             | Fleischeslust          | 22. Januar 2013   |
| 8          | 8             | Der Partner            | 29. Januar 2013   |
| 9          | 9             | Falschgeld             | 05. Februar 2013  |
| 10         | 10            | Giftmüll               | 12. Februar 2013  |
| 11         | 11            | Trautes Heim           | 12. Februar 2013  |
| 12         | 12            | Rivalen der Rennbahn   | 19. Februar 2013  |
| 13         | 13            | Kranke Schwestern      | 26. Februar 2013  |
| 14         | 14            | Berlin's next Topmodel | 05. März 2013     |
| 15         | 15            | Gartenlaube            | 19. März 2013     |
| 16         | 16            | Offene Rechnungen      | 26. März 2013     |

### Staffel 2
Vom 9. Juli 2013 bis zum 9. Oktober 2013 wurden mit den Folgen 17 bis 24 acht neue Episoden für die zweite Staffel gedreht.
| Nr. (ges.) | Nr. (Staffel) | Episodentitel                  | Erstausstrahlung   |
| ---------- | ------------- | ------------------------------ | ------------------ |
| 17         | 1             | Alles Gangsta                  | 14. Januar 2014    |
| 18         | 2             | Schwesternkrieg                | 21. Januar 2014    |
| 19         | 3             | Schönheit hat ihren Preis      | 28. Januar 2014    |
| 20         | 4             | So Gott will                   | 4. Februar 2014    |
| 21         | 5             | Jagdrevier                     | 18. Februar 2014   |
| 22         | 6             | Wissen ist Macht               | 25. Februar 2014   |
| 23         | 7             | Totentanz                      | 4. März 2014       |
| 24         | 8             | Der Lockvogel                  | 11. März 2014      |
| 25         | 9             | In diesem ehrenwerten Haus     | 23. September 2014 |
| 26         | 10            | Die letzte Runde               | 30. September 2014 |
| 27         | 11            | Rühmanns letzter Tag           | 7. Oktober 2014    |
| 28         | 12            | Die lieben Kollegen            | 14. Oktober 2014   |
| 29         | 13            | Fashion Victim                 | 21. Oktober 2014   |
| 30         | 14            | Bretter, die die Welt bedeuten | 28. Oktober 2014   |
| 31         | 15            | Besuch aus der Vergangenheit   | 4. November 2014   |
| 32         | 16            | Die Räuber                     | 11. November 2014  |

## Drehorte
Als Fassade für die Polizeiwache dient der Spindlershof an der Wallstraße 9–12 in Berlin-Mitte. Der in jeder Folge mindestens am Ende auftauchende Imbiss der Transvestitin Karla wurde auf der Inselbrücke platziert. 